# Nikon F3
Pour les articles homonymes, voir F3.
Le Nikon F3 est un appareil photographique reflex mono-objectif produit par Nikon de 1980 à 2001.
Ce boîtier introduisit l'automatisme d'exposition à priorité diaphragme chez les professionnels. Le Nikon F3 annonce la troisième génération des modèles professionnels d'appareils photo de la série F, après les Nikon F et F2.
Igor Kostine utilisa deux de ces appareils lors de son survol en hélicoptère de la centrale de Tchernobyl le 26 avril 1986.
Plusieurs versions ont été déclinées du F3 originel :
- F3 HP (High Eyepoint)
- F3 AF (Auto Focus)
- F3 P (Press)
- F3/T (corps en titane)
- F3 H (High Speed Motor Drive)
- F3 Limited